# Hemoprotein
Hemoprotein (hem protein) je metaloprotein koji sadrži hem prostetičku grupu, bilo kovalentno ili nekovalentno vezanu za protein. Gvožđe hema lako podleže oksidaciji i redukciji (obično do +2 i +3, mada su stabilizovani +4 i čak Fe+5 oblici dobro poznati u peroksidazama).
Hemoproteini su verovatno natali tokom evolucije da bi se inkorporirao atom gvožđa (Fe) sadržan unutar protoporfirinskog IX prstena hema u proteine. Pošto to daje hemeproteinima sposobnost reagovanja sa molekulima koji se vezuju za dvovalentno gvožđe, ta strategije je očuvana tokom evolucije. Primeri hemoproteinskih liganda su gasovi: kiseonik (O2) azot-monoksid (NO), ugljen-monoksid (CO) i vodonik-sulfid. Nakon vezivanja za prostetičke hem grupe, ti molekuli mogu da modulišu aktivnost/funkciju hemoproteina, čime između ostalog omogućavaju prenos signala.

## Uloge
Biološke funkcije hemoproteina su:
- Prenos kiseonika
  - hemoglobin[3][4]
  - mioglobin[5]
  - neuroglobin
  - citoglobin
  - leghemoglobin
- Kataliza
  - peroksidaze
  - citohrom c oksidaza
  - ligninaze
- Aktivni membranski transport
  - citohromi
- Prenos elektrona
  - cotohrom c
  - katalaza
- Senzor
  -  (senzor kiseonika)
  -  (senzor azot-monoksida)
  - CooA (CO senzor)
- Odbrana
  - vanabin

## Spoljašnje veze
- Hemeproteins на 